# 昭和31年台風第12号

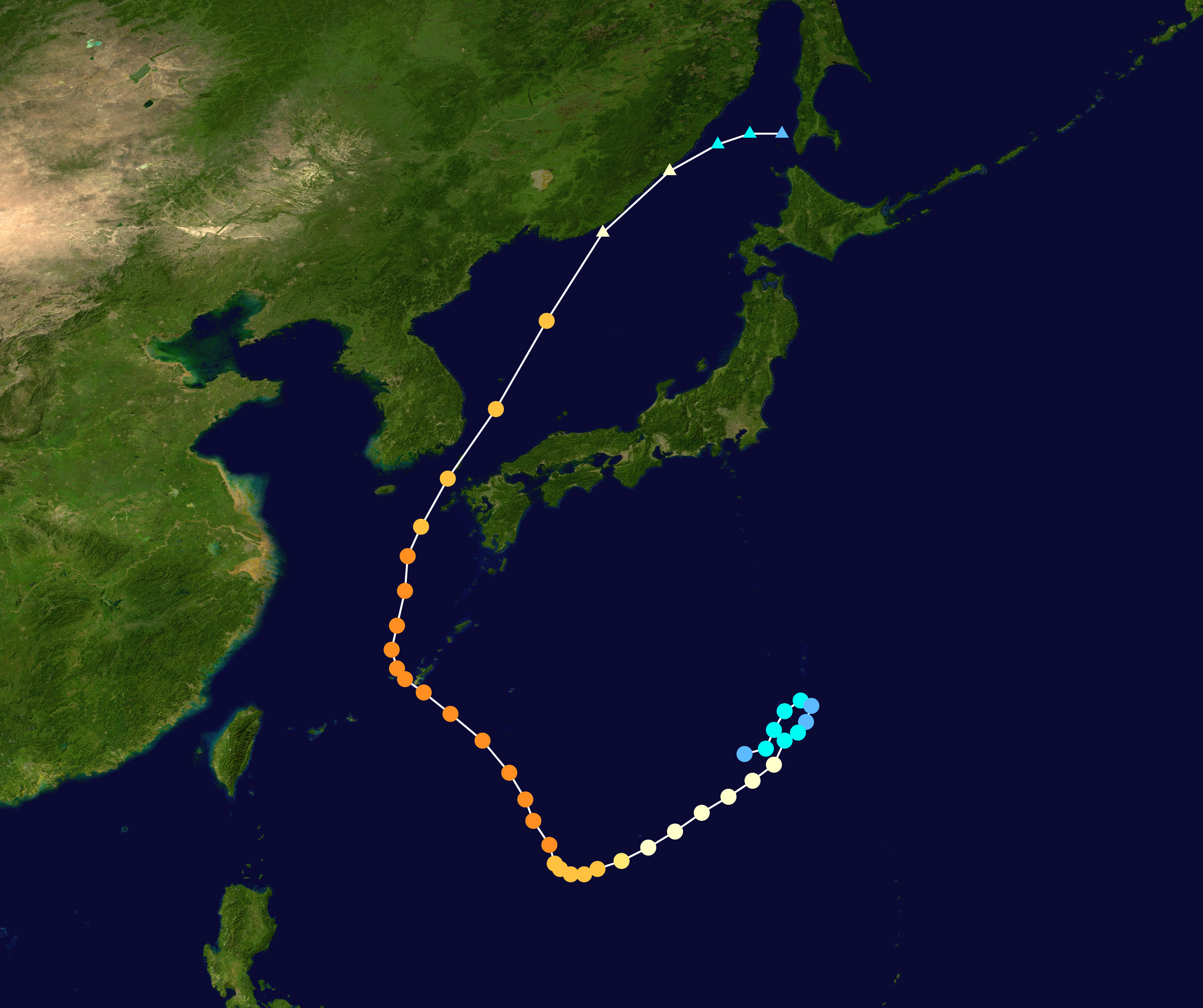
進路図

昭和31年台風第12号（しょうわ31ねんたいふうだい12ごう、国際名：エマ/Emma）は、 1956年（昭和31年）9月3日に発生した台風である。エマ台風とも呼ばれる。

## 概要
9月8日、沖縄気象台（那覇市）は、当時の最大瞬間風速第1位となる73.6mを観測した。同日、最低中心気圧930ヘクトパスカルを記録。沖縄地方では、戦後最大といわれる大きな被害を出した。屋久島では517.9mm、名瀬市などで200mm以上の雨量を記録した。有明海一帯では塩害が発生。佐賀県、長崎県の干拓地の水稲が壊滅的な打撃を受けた。日本海を通過した際には北陸地方にフェーン現象をもたらし、魚津大火の原因となった。
| 順位 | 名称                                 | 国際名  | 最大 瞬間 風速 （m/s） | 風向   | 観測年月日                | 観測地点                    |
| ---- | ------------------------------------ | ------- | ---------------------- | ------ | ------------------------- | --------------------------- |
| 1    | 第2宮古島台風 （昭和41年台風第18号） | Cora    | 85.3                   | 北東   | 1966年（昭和41年）9月5日  | 宮古島 （沖縄・気象官署）   |
| 2    | 第2室戸台風 （昭和36年台風第18号）   | Nancy   | 84.5                   | 西南西 | 1961年（昭和36年）9月16日 | 室戸岬 （高知・気象官署）   |
| 3    | 平成27年台風第21号                   | Dujuan  | 81.1                   | 南東   | 2015年（平成27年）9月28日 | 与那国島 （沖縄・気象官署） |
| 4    | 第3宮古島台風 （昭和43年台風第16号） | Della   | 79.8                   | 北東   | 1968年（昭和43年）9月22日 | 宮古島 （沖縄・気象官署）   |
| 5    | 昭和45年台風第9号                    | Wilda   | 78.9                   | 東南東 | 1970年（昭和45年）8月13日 | 名瀬 （鹿児島・気象官署）   |
| 6    | 昭和40年台風第23号                   | Shirley | 77.1                   | 西南西 | 1965年（昭和40年）9月10日 | 室戸岬 （高知・気象官署）   |
| 7    | 枕崎台風 （昭和20年台風第16号）      | Ida     | 75.5                   | 南南東 | 1945年（昭和20年）9月17日 | 細島 （宮崎・燈台）         |
| 8    | 平成15年台風第14号                   | Maemi   | 74.1                   | 北     | 2003年（平成15年）9月11日 | 宮古島 （沖縄・気象官署）   |
| 9    | 昭和31年台風第12号                   | Emma    | 73.6                   | 南     | 1956年（昭和31年）9月8日  | 那覇 （沖縄・気象官署）     |
| 10   | 昭和39年台風第20号                   | Wilda   | > 72.3                 | 西     | 1964年（昭和39年）9月25日 | 宇和島 （愛媛・気象官署）   |

## 経過
- 9月1日 - 熱帯低気圧
- 9月3日9時 - 台風12号（エマ/Emma）として、北緯23度8分、東経141度5分に発生。
- 9月8日 - 沖縄本島に上陸、横断[7]。中心気圧940hpa。
- 9月9日 - 五島列島を通過、対馬海峡から日本海へ
- 9月11日9時 - 熱帯低気圧になる。位置は北緯46度7分、東経139度。[8]

## 被害
- 死者39人、負傷者251人、行方不明者2人、全壊家屋5318戸、浸水家屋4800戸、田畑埋没・流失約4.5ヘクタール、田畑冠水約14.1ヘクタール、道路・橋梁・堤防の流出・損壊336か所[4]。別の統計では、死者・行方不明者36人、負傷者188人、住宅全壊2957棟、住宅半壊7942棟[9]。
- 長崎港・有明海で高潮が発生[9]。有明海の干拓地で塩害が出て、佐賀県・長崎県の水稲が壊滅的な打撃を受けた[4]。
- 9月10日午前7時30分、大雨の静岡市で、最大瞬間風速40mの竜巻が発生。死者2人、重軽傷者44人、全半壊家屋78戸、破損家屋294戸、電柱損壊21か所、家屋の被害額1億円[4]。竜巻は本庄町･豊川市でも生じた[9]。